# Rokzadel

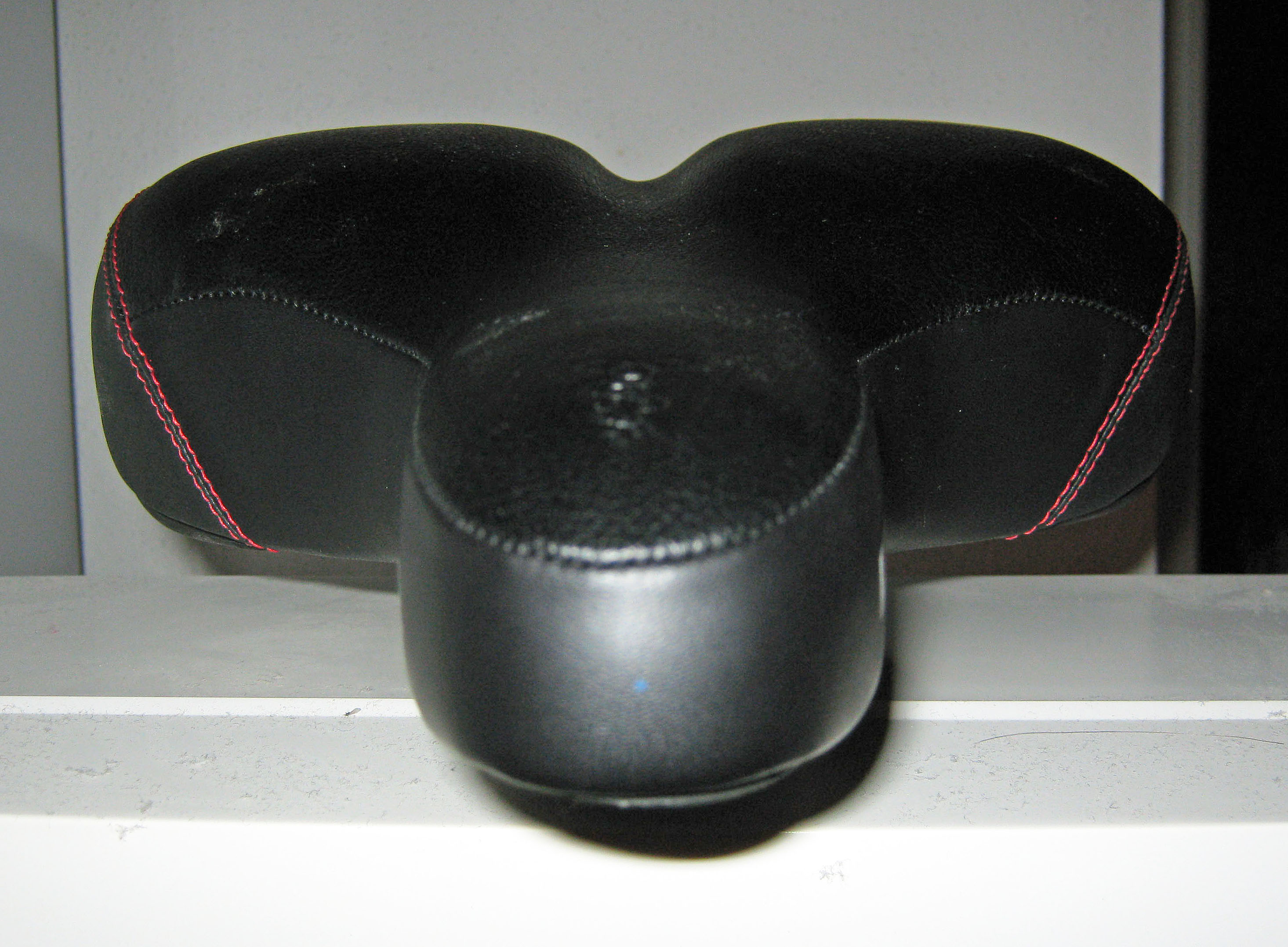
Hybride model dameszadel

Een rokzadel is een speciaal type fietszadel dat met name geliefd is onder rokdragende fietsers. Het deel van het fietszadel dat normaal gesproken tussen de benen van de fietser valt ontbreekt bij dit type zadel. Dit maakt het makkelijker om op en af te stappen met een rok of jurk aan. Het gewicht van de fietser komt met dit type zadel meer terecht op de billen dan bij een traditioneel fietszadel.
Het dameszadel ziet er door het ontbreken van de punt uit als een ovaal platform dat in de breedte op de fiets is gemonteerd. 